# Absis central de Sant Climent de Taüll
L'absis central de Sant Climent de Taüll és una pintura mural que pertany al conjunt de l'església de Sant Climent de Taüll de la Vall de Boí, lloc on es troba la major concentració d'art romànic de tot Europa, amb una església per cada 25 km². El conjunt d'esglésies romàniques de la Vall de Boí va ser declarat Patrimoni de la Humanitat per la UNESCO l'any 2000.
Els trets característics i diferencials d'aquesta obra, realitzada per l'autor que es coneix com a mestre de Taüll, fan que sigui considerat «un dels exemples més purs d'art romànic europeu» i «una de les icones més representatives del romànic català, especialment per la força que es reflecteix en el seu rostre». Traslladada sota la direcció de Puig i Cadafalch a principi del segle xx, l'obra s'exposa al Museu Nacional d'Art de Catalunya, el museu amb la millor col·lecció de pintures murals romàniques del món.

## Història

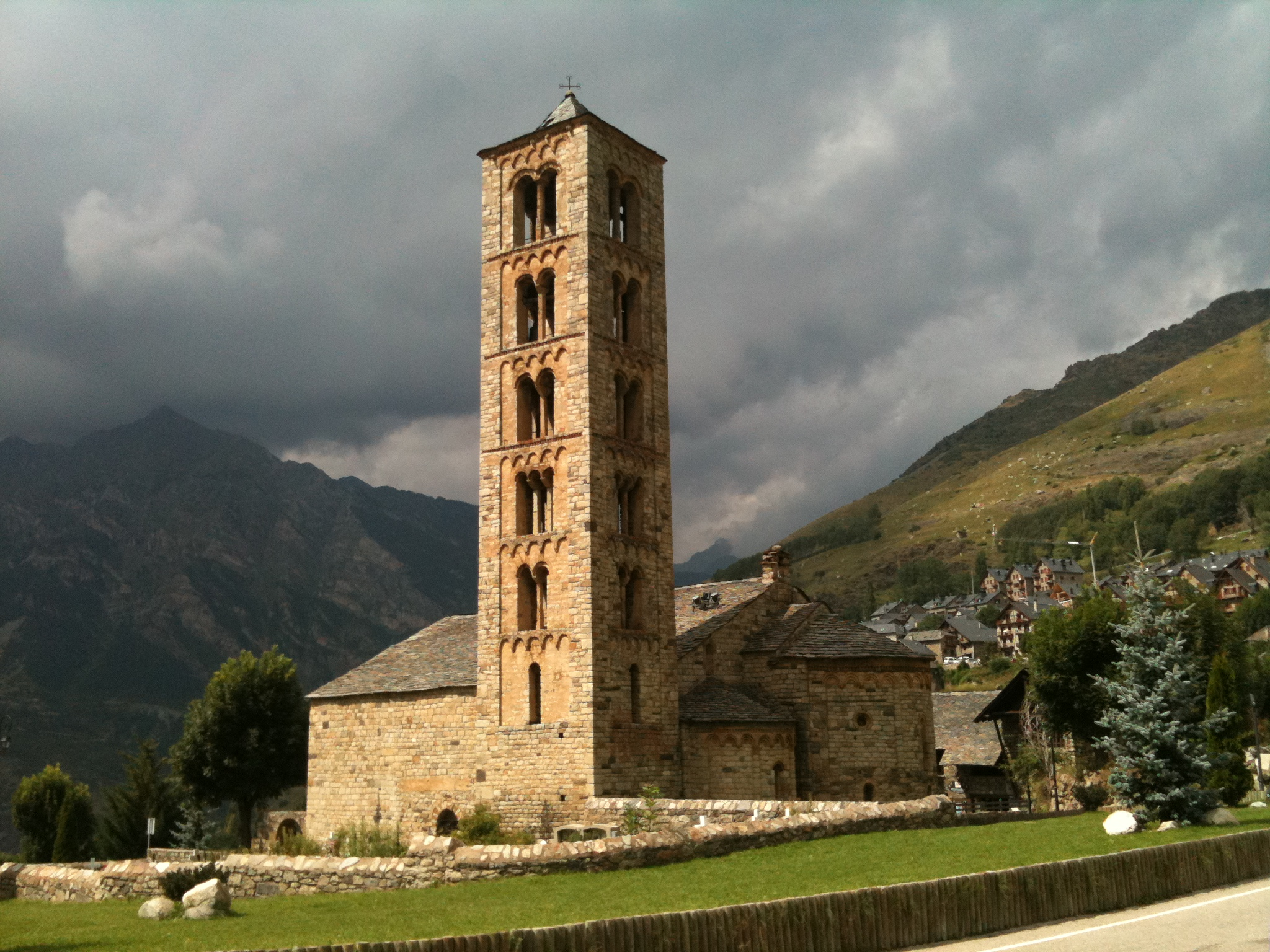
Església de Sant Climent de Taüll

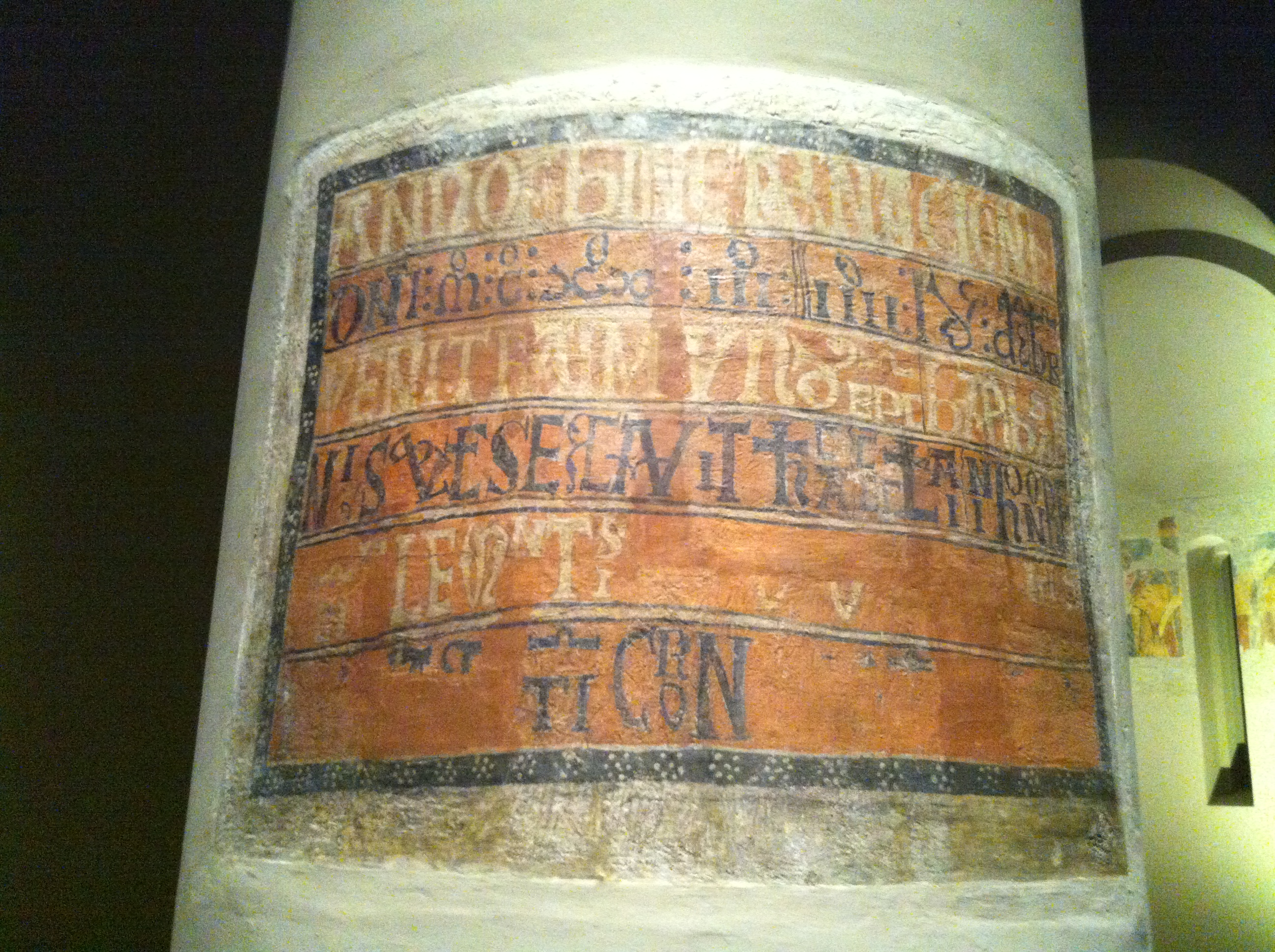
Inscripció trobada a una columna de l'església de Sant Climent amb la data de la consagració

L'església de Sant Climent de Taüll va ser consagrada per Ramon Guillem, bisbe de Roda, l'any 1123, tal com prova la data pintada en una de les columnes de la nau, data a la qual s'associa la creació de la pintura mural de l'absis central:
| « | (llatí) ANNO AB INCARNACIONE DNI: M: C: XX: III: III: IDUS: DBR VENIT RAIMVNDUS EPC BARBASTRE NSIS CONSECRAVIT HAC ECLESIA IN HONORE SANCTI CLEMENTIS MARTIRIS ET PONENS RELIQUIAS IN ALTARE SANCTI CORNELLI EPISCOPI ET MARTIRIS | (català) L'any de l'Encarnació del senyor 1123, el 10 de desembre vingué Ramon, bisbe de Barbastre, consagrà aquesta església en honor sant Climent màrtir i posà relíquies a l'altar de sant Corneli bisbe i màrtir. | » |

Segons l'historiador Joan Ainaud de Lasarte, s'associa la consagració de l'església amb la reconquesta definitiva de Barbastre i Saragossa i altres nuclis com Tudela, Daroca i Calataiud. Segons aquesta teoria, el rei d'Aragó, Alfons el Bataller, recompensà econòmicament els exèrcits no aragonesos que participaren en la reconquesta d'aquests territoris, entre els quals hi havia personatges catalans com el comte de Pallars i la família Erill; sota aquesta darrera família estigué el domini feudal de la Vall de Boí, i el bisbe Ramon Guillem hi mantenia una estreta relació. Les pintures murals de Sant Climent de Taüll podrien haver ser realitzats gràcies a aquests guanys.
Amb el pas del temps, les pintures romàniques quedaren amagades darrere de retaules, encalcinades o perdudes per sempre, fins que a principi del segle xix, amb la voluntat de recuperació de la cultura catalana de la Renaixença van recobrar importància.

### Redescobriment
L'any 1904 l'arquitecte Lluís Domènech i Montaner acompanyat segurament pel fotògraf Adolf Mas fa un estudi científic de la majoria d'esglésies romàniques de la Vall de Boí. Entre d'altres, fan la primera fotografia que es coneix de l'interior de l'església, on es pot veure part dels frescos romànics darrere el retaule gòtic de fusta. L'any 1907, l'Institut d'Estudis Catalans va dur a terme una expedició a Sant Climent de Taüll que culminà amb la publicació d'un treball per a fer conèixer l'obra. Anys després, el 1915, es va alertar sobre l'interès a comprar pintura mural dels Pirineus catalans que mostraven col·leccionistes privats estatunidencs (tals com Hearst, Widener, Kress o Rockefeller) i de l'espoli al qual eren sotmeses les obres. Alguns rectors de la zona ja havien venut algunes peces a col·leccionistes i museus.

### Trasllat i exposició
Davant d'aquesta situació i atenent als principis de difusió i preservació del patrimoni català pels quals es creà, la Junta de Museus de Catalunya va organitzar, entre 1919 i 1923, la primera campanya d'arrencament i trasllat de pintura mural dels Pirineus, entre les quals es trobava el conjunt de Sant Climent de Taüll. L'absis central es trobava cobert en gran part per un retaule gòtic, tal com demostra la primera fotografia realitzada el 1904 per Domènech i Montaner.
La tècnica dels arrencaments, anomenada strappo ('estrebada' en català) va ser introduïda a Catalunya pel restaurador italià Franco Steffanoni, contractat per a la campanya de salvaguarda de les pintures murals de Taüll. Aquesta tècnica consisteix en el despreniment de la capa pictòrica sense morter. S'apliquen dues capes de teles de cotó sobre la superfície pictòrica neta amb una cola orgànica calenta; un cop seca, la cola contrau la superfície i arrenca la capa pictòrica de la pintura.
Un cop arrencades les teles, s'enrotllaven i s'embalaven en capses de fusta. Les pintures murals de Taüll van ser transportades amb mules fins a la Pobla de Segur, des d'on es traslladaren en tren i camions fins a Barcelona, on foren custodiades a l'aleshores Museu d'Art de Catalunya, amb seu a la Ciutadella. Posteriorment, el 1934 van ser traslladades al Palau Nacional, actual seu del Museu Nacional d'Art de Catalunya.

### Guerra civil
A causa de la Guerra Civil Espanyola i davant del perill de patir un bombardeig, les obres van ser de nou traslladades, juntament amb altres absis romànics, a Olot i altres petites poblacions com per exemple Darnius.
Amb motiu de l'Exposició Internacional de 1937 de París es va organitzar una exposició per denunciar la situació política del país. Sota el títol de L'art catalan du Xe au XVe siècle, s'hi van exposar moltes de les obres del museu –entre elles l'absis de Sant Climent– des del 18 de març al 10 d'abril de 1937 al Jeu de Paume de París. Després es van exposar també a Maisons-Laffitte fins al 20 de maig. Joaquim Folch i Torres, llavors director del museu, va fer una nova proposta d'exposició dels absis romànics, que aleshores ja constituïen una part molt important de les obres del museu. Es van crear uns falsos marcs arquitectònics que evocaven l'original de les esglésies.
Un cop acabada la guerra, la col·lecció va tornar al Palau el 1940, i se'n van reinaugurar les sales d'art romànic el 12 de juny de 1942, sota la direcció de Xavier de Salas.

### Reproducció al lloc original
Inicialment no es va plantejar la reproducció de la pintura mural de Sant Climent de Taüll a l'església originària. No obstant això, a causa del creixent reconeixement del qual va gaudir l'església i de les nombroses visites que rebia d'ençà de la recuperació de les pintures, l'any 1959 se n'encarregà una rèplica a Ramon Millet. L'artista, que hi va treballar durant dos anys, va crear la rèplica a trossos i a una escala inferior que l'original.
Durant els anys 2000 i 2001 van ser descoberts alguns fragments de pintures murals dins l'església de Sant Climent de Taüll, que actualment es conserven al seu indret.
El març de 2013 van començar la retirada de les pintures realitzades per Ramon Millet per portar-les a un altre espai en exposició a la Vall de Boí, per procedir a una representació de les pintures murals originals mitjançant la tècnica del video mapping amb projeccions en tres dimensions sobre els murs. La projecció consta de dues parts: en primer lloc, la presentació de les pintures que actualment són al MNAC i, en segon lloc, es representa l'església policromada, tal com es creu haurien sigut quan es van pintar.
El novembre de 2013 es va presentar el nou sistema de representació. Es va reconfigurar l'espai original de l'absis per tal de fer palesa tota la complexitat pictòrica i en l'establiment d'un nou paviment de l'absis per tal de millorar la funcionalitat de l'església. També s'ha instal·lat una reproducció virtual que recrea les pintures originals de l'absis i de tot el presbiteri. La recreació es fa mitjançant projecció audiovisual (mapping). Prèviament, s'han retirat les imatges de l'absis que s'han exposat fins ara, reproducció de les originals, i s'han restaurat tots els fragments de pintura original que restaven per darrere, als murs de l'absis. També s'ha habilitat una nova il·luminació que permet destacar les pintures originals que romanen a l'església. El pressupost d'aquesta actuació fou de 400.000 euros, aportats íntegrament pel departament de Cultura i l'Obra Social La Caixa.

## Autor
L'autor de l'absis és conegut com a mestre de Taüll en el món de la història de l'art, i se'n sap poca cosa. Durant l'edat mitjana, els qui avui són considerats artistes eren llavors artesans que posaven les seves capacitats artístiques al servei d'abats, bisbes i senyors; el seu ofici estava al nivell de qualsevol altre. Existeixen dues teories sobre la procedència de l'autor que apunten cap a direccions diferents. Per una banda, la primera postula que es tractava d'un mestre estranger, de procedència italiana, que comptava amb l'ajuda de col·laboradors de menys traça (com mostren les figures dels serafins) i que havia adquirit i emprat tècniques hispàniques; per l'altra, que es tractava d'un artesà local.
Cal tenir present la dificultat d'establir delimitacions estilístiques pel que fa a la pintura romànica europea, atès que sovint els artistes treballaven per múltiples corts i abadies, aportant i adquirint elements d'altres estils. La forta expansió de manuscrits medievals i la manca de noves idees va propiciar també el traspàs estilístic dels llibres a la pintura mural. El mestre de Taüll és, segons els experts, una mostra de la convergència de difusió de nous corrents, de coneixement dels mestres i de capacitat d'adaptar-los amb una tècnica i personalitat pròpies.

## Pintures murals

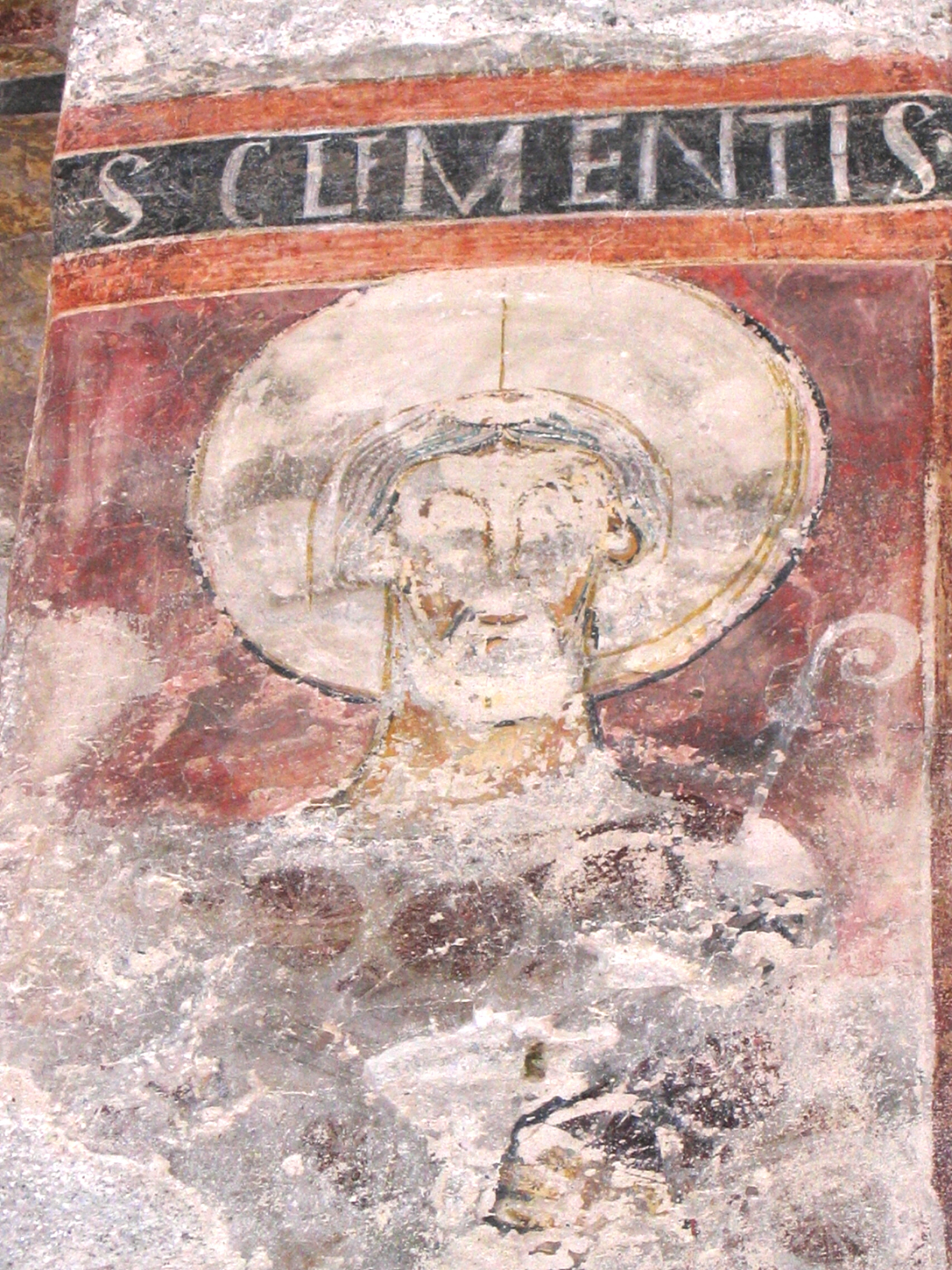
Pintura original in situ que representa sant Climent

La pintura mural de l'absis central de l'església de Sant Climent de Taüll forma part del conjunt pictòric que comprèn també la decoració dels arcs triomfals, la de l'absis lateral, la inscripció de consagració i una finestra anterior. Hi ha més pintura in situ.

### Pinturain situ
A la part frontal de separació entre l'absis major i el del costat nord hi ha la imatge de sant Climent. Dintre d'aquesta mateixa absidiola es troben restes de pintures decoratives a la part inferior, així com un animal de quatre potes a la part superior dreta del fons, sobre una franja de decoració geomètrica. A la part frontal de separació de l'absis major amb l'absis sud –fent parella amb el sant Climent de la part nord– es troba la representanció de sant Corneli. A l'interior del primer arc de triomf del costat dret es pot veure una escena on probablement es representa el moment de la mort d'Abel per part del seu germà Caín. S'han trobat a l'absis central (o major) unes pintures de sanefes decoratives que no van ser extretes el 1920 i que es mantenen a la mateixa església.

### Pintura al MNAC
Al costat del mur esquerre del primer arc triomfal, on hi ha l'Agnus Dei, es representen les figures de dos personatges desconeguts, i a sota es desenvolupa una escena en què un gos llepa les ferides de Llàtzer el leprós davant la porta del ric Epuló. Aquesta paràbola apareix en l'evangeli de sant Lluc i és present en la decoració d'altres esglésies romàniques com la de Sant Joan de Boí. Al segon arc, més proper a l'absis, hi ha representada La mà dreta de Déu (Dextera Domini).
En una absidiola lateral (la del costat de l'Evangeli) hi ha restes de la decoració mural que representava, sobre un fons de bandes de colors, un cor de sis àngels, dels quals només queden dos fragments a banda i banda de la petita finestra central. Aquestes pintures es creu que van ser realitzades per un altre autor de menys qualitat que el mestre de Taüll i que podria haver treballat també a l'església de Santa Maria de Taüll de la mateixa població.

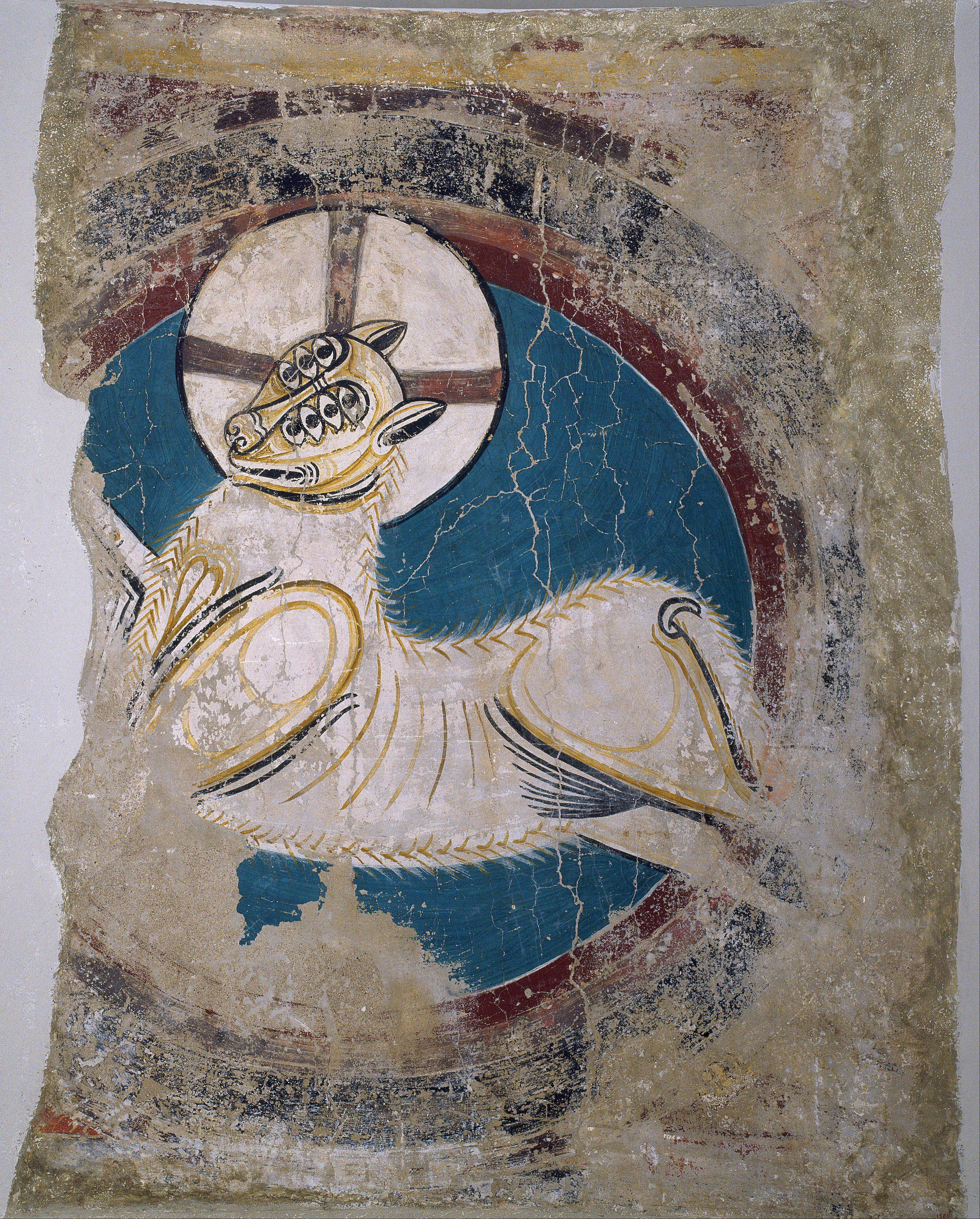
Agnus Dei, pintura mural que forma part d'un dels arcs triomfals (MNAC)
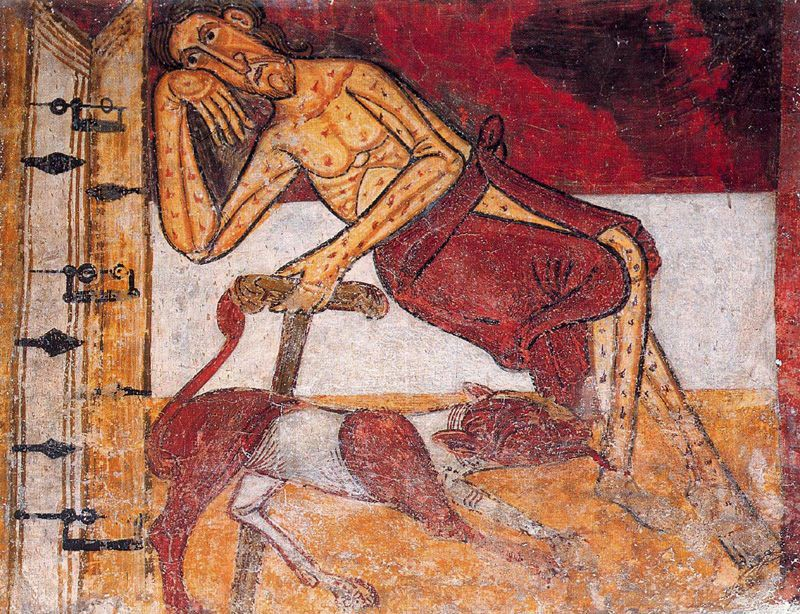
Llàtzer el leprós davant la porta del ric Epuló (MNAC)
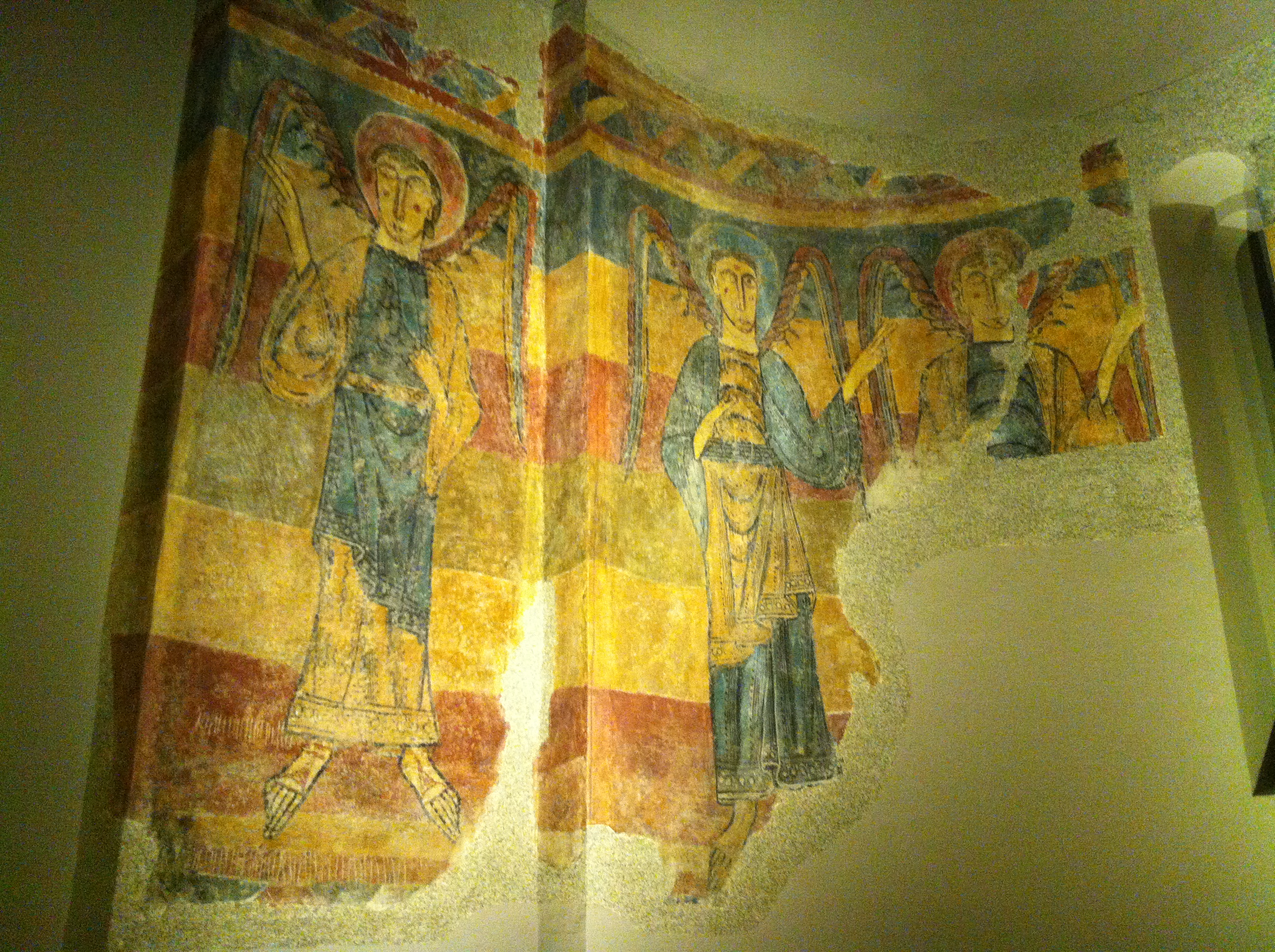
Detall amb àngels de l'absis lateral (MNAC)
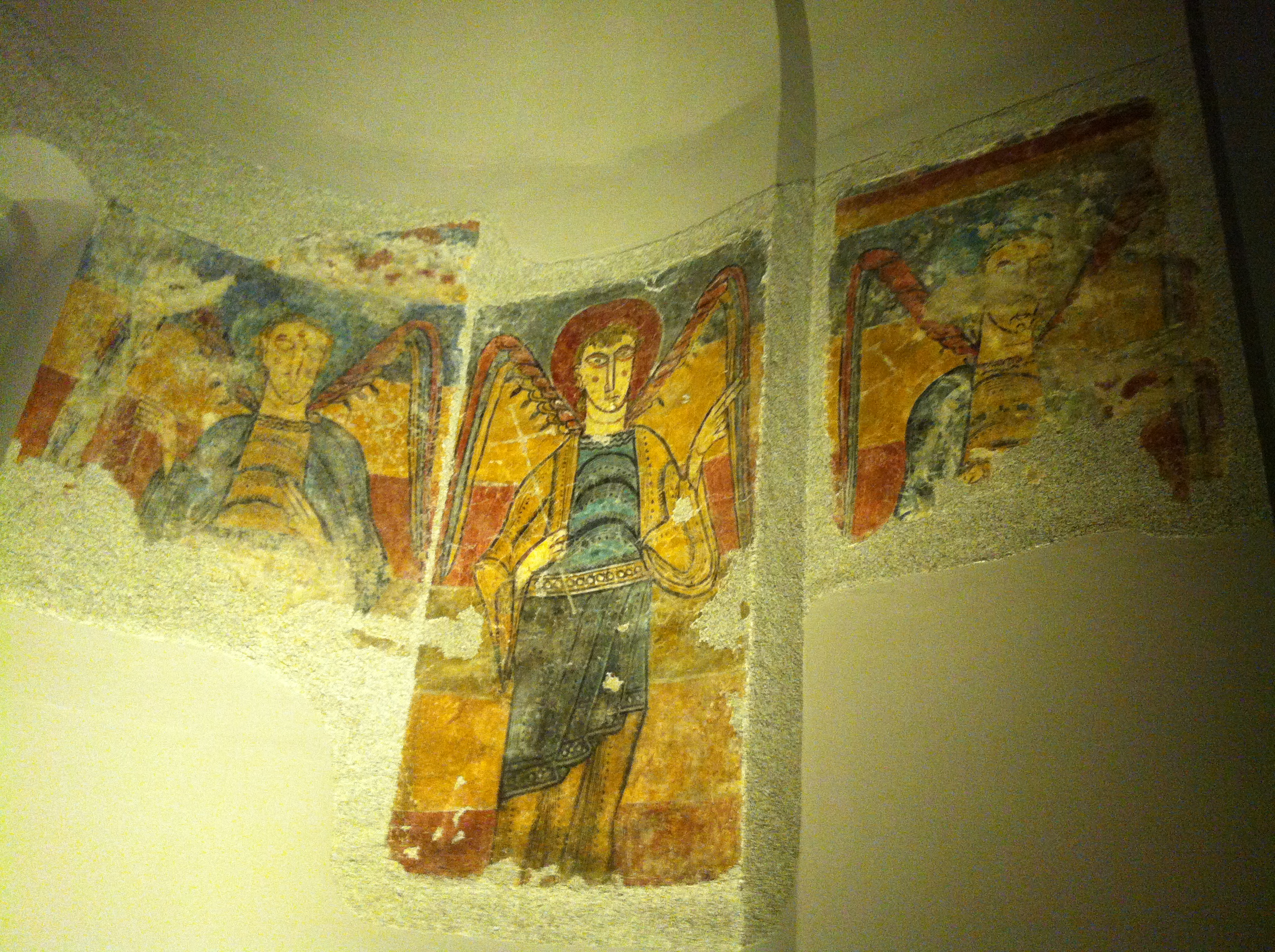
Fragment amb àngels del mateix lateral (MNAC)

## Composició
La cronologia de les pintures pren com referència la inscripció pintada que s'ha conservat sobre una columna del costat de l'Evangeli, que anomena la consagració de l'església l'any 1123 i presenta els caràcters del mateix tipus que les diferents inscripcions de les pintures de l'absis.
L'obra de l'absis, al servei del tema religiós, està representada mitjançant temes antinaturalistes i d'abstracció, amb trets simplificats i canvis cap a la modelació geomètrica de les formes naturals humanes, seguint les característiques comunes de l'art romànic. Es tracta d'una Maiestas Domini (i no pas d'un Pantocràtor) l'epifania del Déu legislador, totpoderós, que ve a jutjar el poble.
L'absis de Sant Climent de Taüll presenta un colorit de tonalitats àmplies i unes línies de color negre que configuren els contorns de les imatges representades. La composició està estructurada en diversos registres:

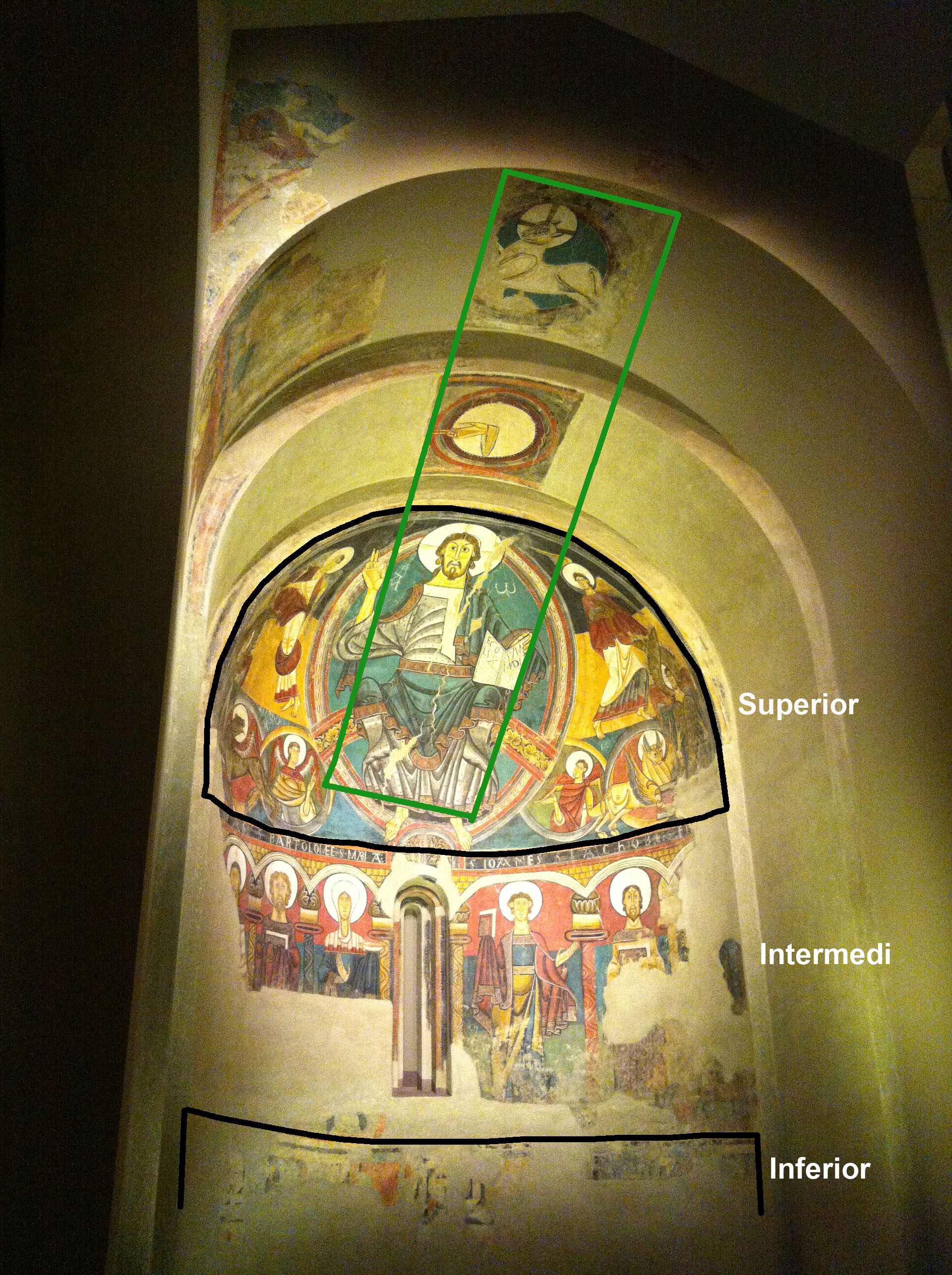
Composició de les pintures a l'absis central:
Registre superior: Maiestas Domini amb el tetramorf; resseguida en línies de color verd la representació trinitària
Registre intermedi: Maria i l'apostolat
Registre inferior: elements decoratius que representen la Terra

- Registre superior: representa el «Cel». Hi ha la Maiestas Domini (amb la característica màndorla, que la diferencia d'un pantocràtor) amb els peus sobre la bola del món. Amb dos dits de la mà dreta beneeix a la manera grega, i a la mà esquerra porta un llibre obert amb la inscripció llatina EGO SUM LUX MUNDI ('jo sóc la llum del món'). El rostre allargat, d'esguard penetrant, està pintat amb línies marcades. Té les celles arcuades, i els ulls, boca, barba i cabells dibuixats de manera simètrica. El color està aplicat amb pintura plana però amb dues tonalitats –una de clara i una altra de més fosca– per aconseguir un cert modelatge, que el pintor remarca als amplis plecs de les vestidures. El tetramorf està representat mitjançant àngels que duen els símbols dels evangelistes: sant Mateu, l'àngel o l'home; sant Marc, el lleó; sant Joan, l'àguila; i sant Lluc, el brau. Dues figures simètriques flanquegen la composició, les quals representen un serafí i un querubí de tres parells d'ales.[31][32] La conca absidal presenta un fons dividit en tres bandes de diferents colors: negre, ocre i blau.[33]
  - Representació trinitària: A Taüll –i en altres casos del romànic català– es representa una triple visió de la divinitat que no respon a l'ortodòxia trinitària formada per Déu pare, Crist fill i l'Esperit Sant (aquest darrer és representat habitualment com un colom).[34] Així, la decoració pictòrica de la part superior dels dos arcs preabsidials completen la representació trinitària de la divinitat juntament amb la Maiestas Domini.
    - La mà dreta de Déu (Dextera Domini), que representa el poder del pare,[35] a l'arc més proper a l'absis.
    - L'anyell de Déu (Agnus Dei), que representa el Crist sacrificat vencedor de la mort,[36] al segon arc.
    - Les tres representacions formen un eix cap als fidels. La mà de Déu es representa dins d'un cercle blanc buit però amb els dos dits que travessen el seu perímetre a l'arc més proper a la conca. L'anyell amb set ulls segueix la narració de l'Apocalipsi de sant Joan; els set ulls representen els seus atributs: poder, riquesa, saviesa, fortalesa, honor, glòria i benedicció. Està encerclat i es representa lleugerament arquejat, amb les potes del davant sobre el Llibre dels set segells.［Ap 4-11］ El seu cap està envoltat per un nimbus crucífer (una aurèola amb una creu inscrita).[37]
- Registre intermedi: es veuen cinc apòstols i Maria. D'esquerra a dreta les figures representen probablement sant Tomàs apòstol, sant Bartomeu apòstol, la Verge Maria, sant Joan Evangelista, sant Jaume i una darrera figura molt mutilada associada a sant Felip. Les figures, dempeus, estan col·locades l'una al costat de l'altra i estan separades entre elles mitjançant la representació pictòrica d'elements arquitectònics, en aquest cas d'una arcada amb columnes i capitells. En una franja sobre els seus caps hi ha inscripcions amb el seu nom que els identifiquen.[38] Simbolitza l'Església universal donant fe de Crist.[39]
- Registre inferior: generalment s'observen elements que pertanyen al món terrenal, així com ornaments de caràcter vegetal o geomètric, que representen la Terra. No es conserven gaires restes pictòriques del registre inferior; s'hi intueixen elements decoratius de ziga-zaga, propis d'aquests registres, que segurament determinaven uns espais amb figures d'animals. A sota seu devia estar decorat amb cortinatges; d'aquesta part no se'n conserva res.[28]

## Estil

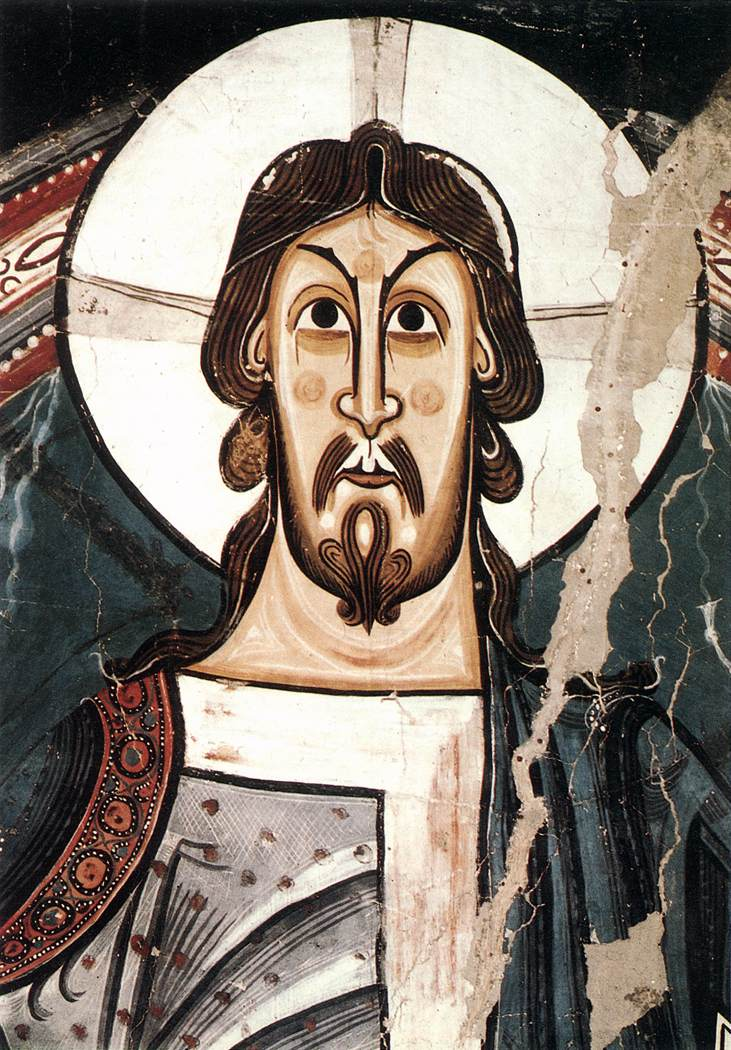
Detall del rostre de Crist

En aquesta obra semblen convergir-hi tres corrents artístics, a part del romànic: 
- Romà d'Orient: caracteritzat pel hieratisme de les figures, la simetria i la concepció plana de la composició. Les figures mostren clarament l'aspecte antinaturalista de l'obra: la posició que es troben és estàtica i queda ben remarcada la frontalitat del dibuix. A més a més, els cossos mostren força rigidesa i, en alguns casos, severitat.[40]

- Mossàrab: comú en l'art romànic del nord de la península Ibèrica, que atorga vitalitat i expressivitat, tal com es veu en els rostres de les figures. L'autor en va emfatitzar els ulls i els colors de la cara. Va centrar-se en el nas, en els ulls, les celles i la boca, jugant amb el dinamisme que ofereixen les línies: les celles obertes s'uneixen amb les línies del nas, que porten cap als llavis, emmarcats pel bigoti caigut; aquest últim dirigeix l'espectador cap a la barba que, a la vegada, porta cap als cabells.[40]

- Islàmic: en oposició amb el corrent romà d'Orient, trenca amb el hieratisme i expressa desig d'asimetria. Es pot observar aquesta influència en els arabescos i les línies corbes que recreen les sinuositats de la roba i els cabells, especialment en la Maiestas Domini, amb el qual l'autor dona èmfasi al moviment d'aquests. Tots aquests detalls que omplen la Maiestas Domini remarquen la seva magnificència i superioritat. La voluntat de trencar amb la frontalitat es fa palesa en els símbols dels evangelistes, dibuixats amb una lleu perspectiva que permet veure dues parts diferenciades de l'element, la cara interior i l'exterior, diferenciades mitjançant dos colors diferents.[40]

## Tècnica
La tècnica emprada pel Mestre de Taüll és la de la pintura al fresc, malgrat que s'hi han identificat nombrosos retocs en sec. Per fer servir aquest tipus de tècnica, primerament es preparava el mur amb diverses capes de morter i amb una última capa només de calç. Mentre la preparació encara era humida, s'hi aplicaven pigments barrejats amb aigua, sense aglutinant, ja que la mateixa calç feia aquesta funció. D'aquesta manera, els pigments quedaven adherits a la capa de calç, essent impossible de dissoldre's.
Tot i que els artesans sovint treballaven en diferents territoris, els pigments acostumaven a ser locals. En el cas de l'absis central de Sant Climent de Taüll, la majoria de pigments són terres naturals i minerals autòctons, entre els quals destaca l'aerinita, amb la qual l'autor aconseguia els blaus. No obstant això, també s'hi han trobat elements no autòctons, com el cinabri i l'atzurita, procedents del sud de la península Ibèrica i d'Itàlia, respectivament.

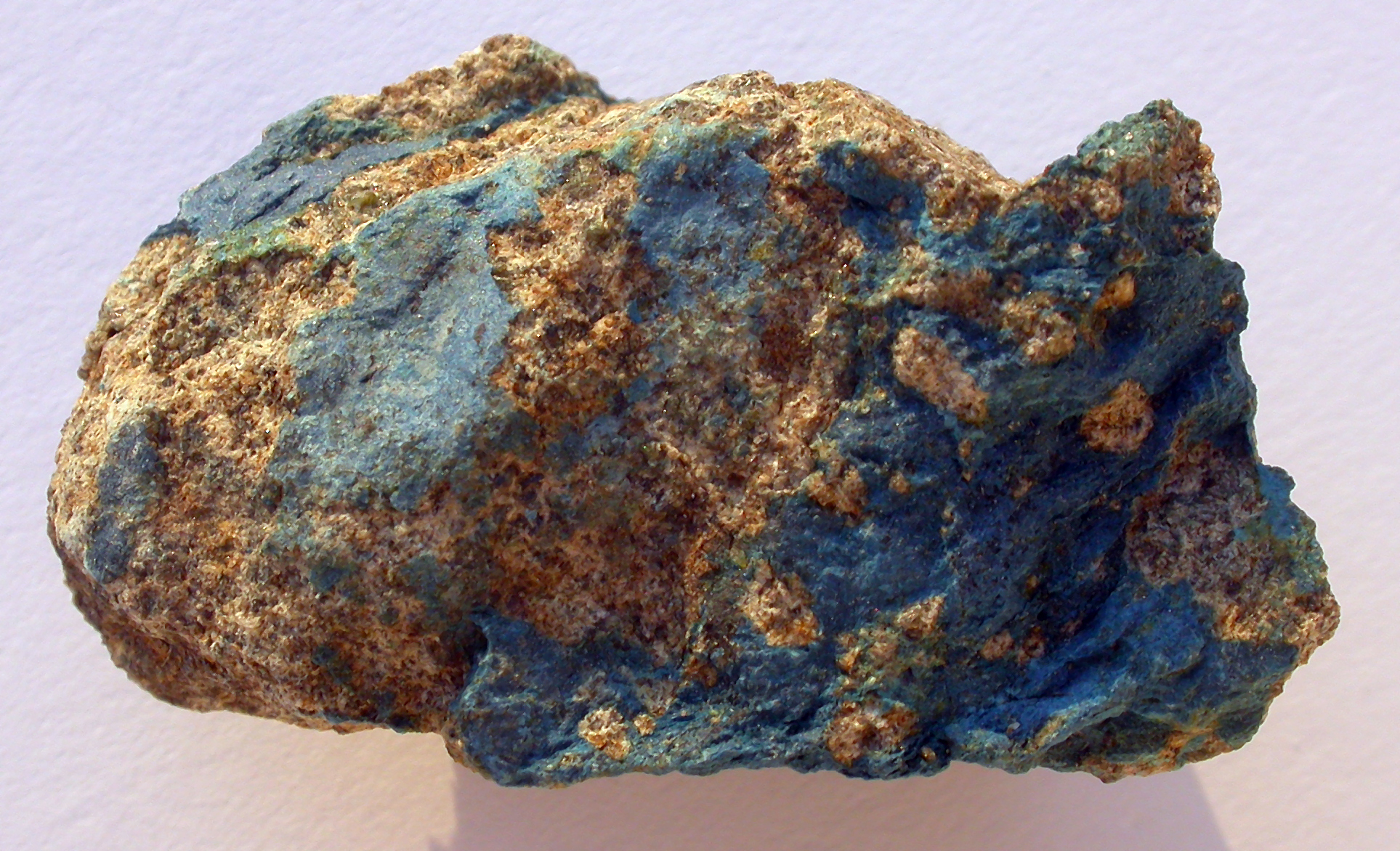
Aerinita
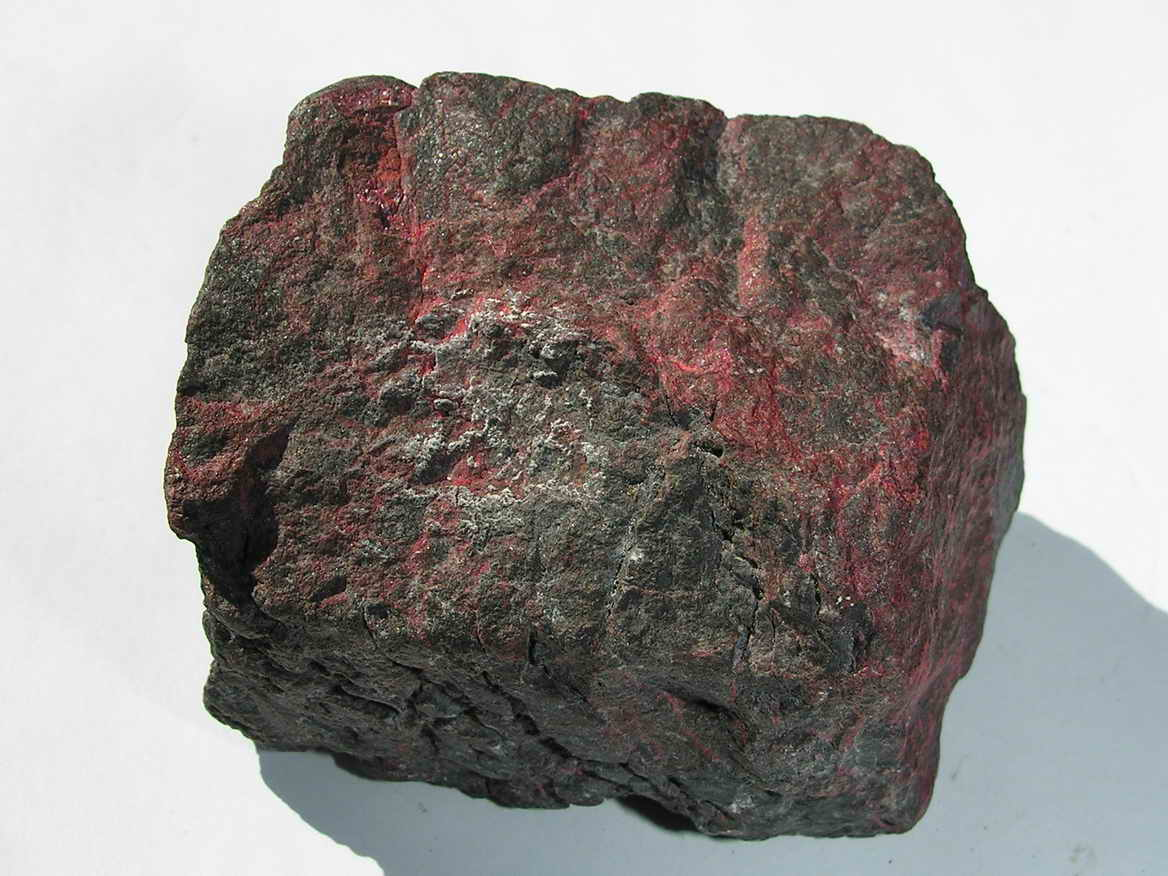
Cinabri
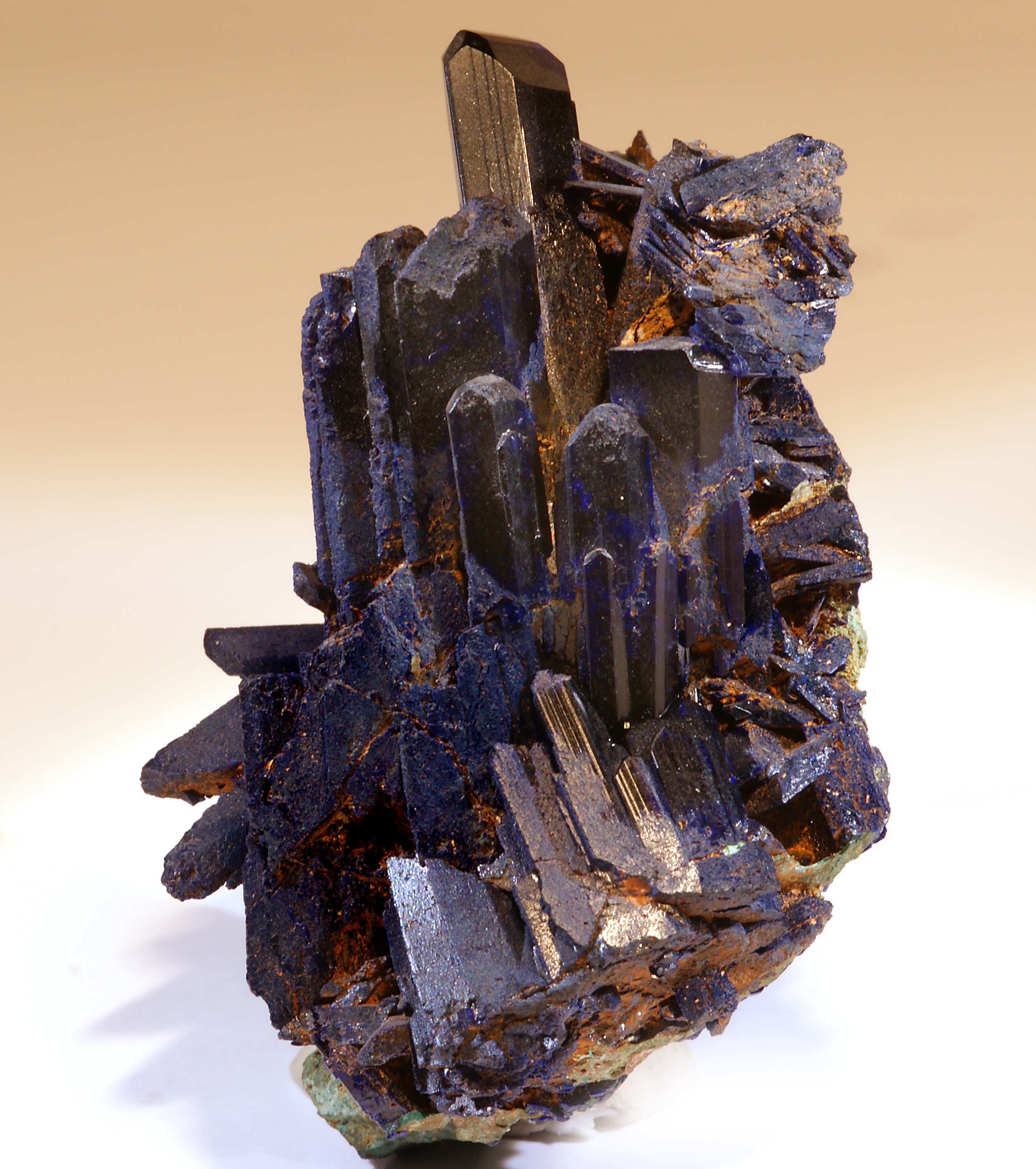
Atzurita

## Simbologia
La pintura romànica tenia finalitat didàctica, era funcional. Les pintures de Taüll estaven dirigides a una comunitat relativament petita, pobra i illetrada, en la qual l'església era el centre del poble, el lloc on es reunien i es prenien decisions. Les obres, de temes religiosos, tenien com a objectiu difondre escenes extretes de la Bíblia de forma entenedora per a tothom, de manera que pogués arribar a la gent analfabeta. És per això que els personatges bíblics estaven representats portant sempre els mateixos objectes, gràcies als quals se'ls podia identificar amb facilitat.
L'obra representa diverses narracions bíbliques (l'Apocalipsi, el Llibre d'Isaïes i el Llibre d'Ezequiel) i culmina amb el Judici Final. Es mostra Déu des de la perspectiva més sobrenatural de la visió apocalíptica, atès que apareix amb tot el seu poder i tota la seva glòria per jutjar la humanitat. Per aquesta raó, Déu és presentat amb totes les característiques que l'identifiquen com l'ésser suprem i que assenyalen la seva magnificència; la més important d'aquestes són les dimensions sobrenaturals de la Maiestas Domini.

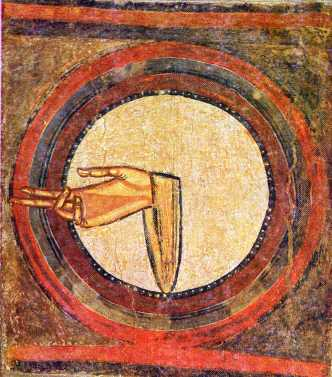
Dextera Domini

La presentació del Crist en Majestat a la conca absidal, presidint el conjunt de la composició pictòrica de l'església, és característica i habitual de l'art romànic català. Crist reposant els peus damunt la màndorla representa el món i, per tant, es tracta de Déu que recorda quin és el seu paper, el de Déu legislador, jutge, que domina sobre allò terrenal. A més de Sant Climent de Taüll, apareix en altres llocs com Santa Maria de Mur, Sant Pere de la Seu d'Urgell o Sant Pau i Sant Pere d'Esterri de Cardós. El Crist es representa frontal, sobresortint lleugerament de la màndorla, amb el braç dret aixecat fent el signe de benedicció amb la mà i amb el llibre obert a l'esquerra, recolzat sobre el genoll. El protagonisme del Crist en Majestat en la composició és característica de la pintura alt-romànica, a diferència de la pintura tardoromànica, que li donarà un paper més secundari i una representació més terrenal. L'alfa i omega, primera i darrera lletra de l'alfabet grec, estan situades a cada banda de Crist i simbolitzen el principi i el final i, per tant, Déu com a creador i alhora destructor. La inscripció EGO SUM LUX MUNDI ('jo sóc la llum del món') es refereix a la llum com a símbol de la veritat absoluta, del Bé i del camí per arribar a la salvació.
En l'àmbit cristià, la mà dreta de Déu (Dextera Domini, en llatí) té diversos significats: indica protecció divina, legitimació d'un poder o bé un testimoni qualsevol. Hi ha representacions tant del palmell com del dors de la mà. Freqüentment es troba en el cel entre els núvols i dirigida cap a la terra, amb els dits oberts o bé beneint. Encara que la major part de les vegades forma part d'una representació o d'un quadre més ampli, de vegades es representa només la mà sense context com passa, per exemple, en el fresc de Sant Climent de Taüll.
Les figures que simbolitzen el tetramorf, així com els àngels que els representen, estan inscrites en rodes o cercles enllaçats entre si. Aquesta iconografia es pot relacionar amb les visions del profeta Ezequiel en les quals els querubins donant glòria a Déu apareixen entre quatre rodes plenes d'ulls. La referència a les rodes, en el tron de Déu, també apareix en les profecies de Daniel.
La representació de la Verge Maria a l'època romànica suposava la consideració de Maria com a camí per a la redempció de la humanitat. Se l'acostumava a col·locar, igual que en el cas de Sant Climent de Taüll, entre el col·legi apostòlic com a testimoni ocular de la divinitat de Crist. Maria sosté a la mà una espècie de copa, símbol iconogràfic que correspon al salm 116: «aixecaré el calze de la salvació i invocaré el nom de Iahvè». Així mateix s'invoca també com el «vas d'elecció» i «calze del món», o com la patena que irradia llum.